# Gustaf Bråkenhielm
Gustaf Anton Bråkenhielm, född den 7 juni 1837 på Lillö kungsgård nära Kristianstad, död den 13 februari 1922 i Stockholm, var en svensk militär.

## Biografi
Bråkenhielm blev underlöjtnant vid Skånska dragonregementet 1855, genomgick riddarskolan i Saumur 1861–1862 och var anställd i fransk tjänst 1862–1865, varunder han med utmärkelse deltog i fälttåg i Algeriet och Mexiko. Bråkenhielm blev major och chef för Jämtlands hästjägarkår 1875, överste och chef för Smålands husarregemente 1880, generalmajor 1891, inspektör för kavalleriet och trängen 1892, chef för 1:a armefördelningen 1896, generallöjtnant 1901, och fick avsked ur aktiv tjänst 1904. Bråkenhielm var adjutant hos kungarna Karl XV och Oscar II samt blev 1870 hovstallmästare och 1879 kabinettskammarherre. Han invaldes som ledamot av Krigsvetenskapsakademiens andra klass 1883 och av dess första klass 1891. Gustaf Bråkenhielm är begravd på Donationskyrkogården i Helsingborg.

## Utmärkelser

### Svenska utmärkelser
- Konung Oscar II:s jubileumsminnestecken, 1897.[5]
- Kommendör med stora korset av Svärdsorden, 18 september 1897.[6]
- Kommendör av första klassen av Svärdsorden, 1 december 1885.[6]
- Riddare av Svärdsorden, 21 januari 1876.[6]
- För tapperhet i fält i guld, 16 april 1866.[6]

### Utländska utmärkelser
- Kommendör av andra klassen av Anhaltska Albrekt Björnens husorden, 12 juni 1869.[6]
- Storkorset av Danska Dannebrogorden, 1907.[6]
- Kommendör av första graden Danska Dannebrogorden, 13 oktober 1871.[6]
- Kommendör av Franska Hederslegionen, 1887.[6]
- Riddare av Franska Hederslegionen, 17 maj 1865.[6]
- Storofficer av Grekiska Frälsarens orden, 29 juli 1871.[6]
- Officer av Mexikanska Guadeloupeorden, 1865.[6]
- Riddare av Norska Sankt Olavs orden, 15 oktober 1868.[6]
- Storkorset av Portugisiska Kristusorden, 1 november 1886.[6]
- Riddare av första klassen av Preussiska Kronorden, 1885.[6]
- Riddare av andra klassen av Preussiska Kronorden, 12 augusti 1873.[6]
- Storkorset av Rumänska kronorden, 1885.[6]
- Riddare av första klassen av Ryska Sankt Annas orden, 1892.[6]
- Storkorset av Sachsiska Albreksorden, 1887.[6]
- Storkorset av Sachsen-Weimarska Vita falkorden, 1892.[6]
- Kommendör av första klass av Sachsen-Weimarska Vita falkorden, 24 juli 1882.[6]
- Första klassen av Turkiska Meschidie-orden, 1885.[6]
- Tredje klassen av Turkiska Meschidie-orden, 1870.[6]
- Storkorset av Österrikiska Frans Josefsorden, 1897.[6]
- Kommendör av Österrikiska Frans Josefsorden, 1885.[6]